# Courcy-aux-Loges
Courcy-aux-Loges és un municipi francès, situat al departament del Loiret i a la regió de Centre – Vall del Loira. L'any 2007 tenia 420 habitants.

## Demografia

### Població
El 2007 la població de fet de Courcy-aux-Loges era de 420 persones. Hi havia 168 famílies, de les quals 44 eren unipersonals (16 homes vivint sols i 28 dones vivint soles), 60 parelles sense fills, 56 parelles amb fills i 8 famílies monoparentals amb fills.
La població ha evolucionat segons el següent gràfic:
Habitants censats

### Habitatges
El 2007 hi havia 239 habitatges, 170 eren l'habitatge principal de la família, 49 eren segones residències i 20 estaven desocupats. Tots els 237 habitatges eren cases. Dels 170 habitatges principals, 157 estaven ocupats pels seus propietaris i 13 estaven llogats i ocupats pels llogaters; 2 tenien una cambra, 9 en tenien dues, 37 en tenien tres, 44 en tenien quatre i 78 en tenien cinc o més. 131 habitatges disposaven pel capbaix d'una plaça de pàrquing. A 76 habitatges hi havia un automòbil i a 85 n'hi havia dos o més.

### Piràmide de població
La piràmide de població per edats i sexe el 2009 era:
| Homes | Edats   | Dones |
| ----- | ------- | ----- |
| 0     | 95 o +  | 0     |
| 0     | 90 a 94 | 0     |
| 8     | 85 a 89 | 4     |
| 0     | 80 a 84 | 0     |
| 0     | 75 a 79 | 0     |
| 8     | 70 a 74 | 8     |
| 20    | 65 a 69 | 8     |
| 12    | 60 a 64 | 20    |
| 4     | 55 a 59 | 0     |
| 20    | 50 a 54 | 16    |
| 16    | 45 a 49 | 20    |
| 24    | 40 a 44 | 4     |
| 8     | 35 a 39 | 16    |
| 12    | 30 a 34 | 4     |
| 4     | 25 a 29 | 16    |
| 0     | 20 a 24 | 8     |
| 12    | 15 a 19 | 12    |
| 8     | 10 a 14 | 4     |
| 20    | 5 a 9   | 0     |
| 8     | 0 a 4   | 8     |

## Economia
El 2007 la població en edat de treballar era de 265 persones, 198 eren actives i 67 eren inactives. De les 198 persones actives 180 estaven ocupades (104 homes i 76 dones) i 18 estaven aturades (8 homes i 10 dones). De les 67 persones inactives 33 estaven jubilades, 13 estaven estudiant i 21 estaven classificades com a «altres inactius».

### Ingressos
El 2009 a Courcy-aux-Loges hi havia 179 unitats fiscals que integraven 440,5 persones, la mediana anual d'ingressos fiscals per persona era de 19.976 €.

### Activitats econòmiques
Dels 19 establiments que hi havia el 2007, 1 era d'una empresa extractiva, 1 d'una empresa alimentària, 1 d'una empresa de fabricació d'altres productes industrials, 4 d'empreses de construcció, 5 d'empreses de comerç i reparació d'automòbils, 1 d'una empresa d'hostatgeria i restauració, 2 d'empreses immobiliàries, 1 d'una empresa de serveis, 2 d'entitats de l'administració pública i 1 d'una empresa classificada com a «altres activitats de serveis».
Dels 6 establiments de servei als particulars que hi havia el 2009, 2 eren paletes, 1 fusteria, 1 empresa de construcció, 1 restaurant i 1 agència immobiliària.
L'any 2000 a Courcy-aux-Loges hi havia 5 explotacions agrícoles.

## Poblacions més properes
El següent diagrama mostra les poblacions més properes.